# 스트러밴

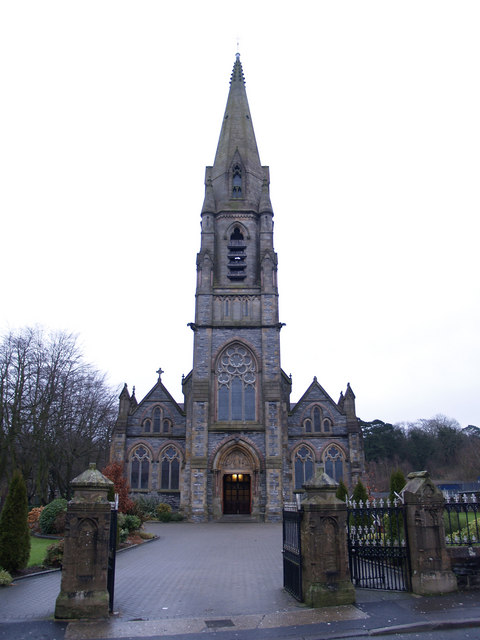
스트러밴

스트러밴(영어: Strabane, 아일랜드어: An Srath Bán)은 북아일랜드 티론주의 도시로 인구는 16,670명이다.